# Etsy
Etsy（エッツィー）は手芸や古物、独自の工場生産などの商品を扱う米国の電子商取引サイトである。対象はアート、写真、衣料品、宝飾品、食品、風呂、美容製品、キルト、骨董品、玩具など多岐に渡る。ヴィンテージ品は最低20年経過したもののみが対象。工芸品を出店する際は商品一つに対し20セント支払う。
2014年12月31日時点で会員数が5400万人に達し、1400万人の売り手と1980万人の買い手が現役で活動している。2014年末に従業員が685人に達し2900万個の商品が登録され、 2014年の合計売上高19億ドルを計上した。その内36.1%は携帯端末から、30.9%はアメリカ国外から購入された。
2014年時点の主な収益源は、3.5%の販売手数料、取引完了毎の手数料、出品費用20セントの３つである。その他収益は第三者の支払処理から得ている。

## 特徴

### 販売
販売を行うために利用者名と店名が必要で、登録後に利用者名の変更はできない。また2021年4月26日より導入されたEtsyペイメントへの登録も必須となった。出店自体は無料だが、商品一つに対し20セントかかる。自由に価格が設定できるが3.5%を手数料として徴収される。売り手は月末を含む手数料を支払う。世界中の会員に国際発送を提供している。

### 購入
買い手は検索フォームに特徴を入力するか、画面左側の商品種別である、アート、ホーム、ジュエリー、女性、男性、キッズ、ヴィンテージ、結婚式、工芸品、おすすめ、ギフトアイデア、モバイルアクセサリーなどから閲覧できる 。または、各サブカテゴリを含む30以上の分類一覧から検索できる。
購入には会員登録が必要で、無料でできるほかFacebookと統合できる。アカウント管理画面から累計支払い金額が確認でき、支払い方法はクレジット/デビットカード、PayPalなどがある。
副業として人気でありリサイクル品や自作品、それほど高額でなく量産品とは違う独自の商品を購入できる。売り手は商品に検索タグを指定でき、買い手は地元の商品を選べる。
平均販売額は15から20ドルで多くの売り手は大卒の20-30代女性である。